# Lyssomanes quadrinotatus
Lyssomanes quadrinotatus är en spindelart som beskrevs av Eugène Simon 1900. 
Lyssomanes quadrinotatus ingår i släktet Lyssomanes och familjen hoppspindlar. Inga underarter finns listade i Catalogue of Life.